# Besson
Besson é uma comuna francesa na região administrativa de Auvérnia-Ródano-Alpes, no departamento Allier. Estende-se por uma área de 46,24 km². Em 2010 a comuna tinha 783 habitantes (densidade: 16,9 hab./km²).